# Poșta veche din Târgoviște
Poșta veche din Târgoviște este un monument istoric aflat pe teritoriul municipiului Târgoviște.